# Inmigración española en Paraguay
La mayor parte de la población paraguaya actual es de ascendencia española, como resultado de la mixtificación de dos grupos étnicos y raciales diferentes: los españoles y los guaraníes.
Esta mixtura tiene características algo diferentes a la que se hiciera en otras regiones americanas. En algunas de ellas no llegó a completarse y existen, por un lado, grupos importantes de descendientes de indígenas que conservan la mayoría de sus caracteres raciales y culturales originarios y; por otro lado, una población que está compuesta por descendientes de españoles u otros europeos con sus características étnicas y culturales propias.
En Paraguay, desde el inicio de la conquista y colonización se produjo (principalmente a causa del incomunicación geográfica y la ausencia de metales preciosos) una intensa mezcla por el muy reducido número de hombres españoles en medio de una gran población indígena. Esto último los indujo a tomar como esposas o concubinas a las indígenas guaraníes y a practicar la poligamia.
Por este motivo, hoy en día gran parte de la población paraguaya es mestiza.

## La presencia española durante la conquista
Entre los años 1537 y 1600 llegaron a tierras paraguayas unos 3.000 europeos, a partir de estos años, no ha habido un flujo migratorio importante hasta finales del siglo XVIII.

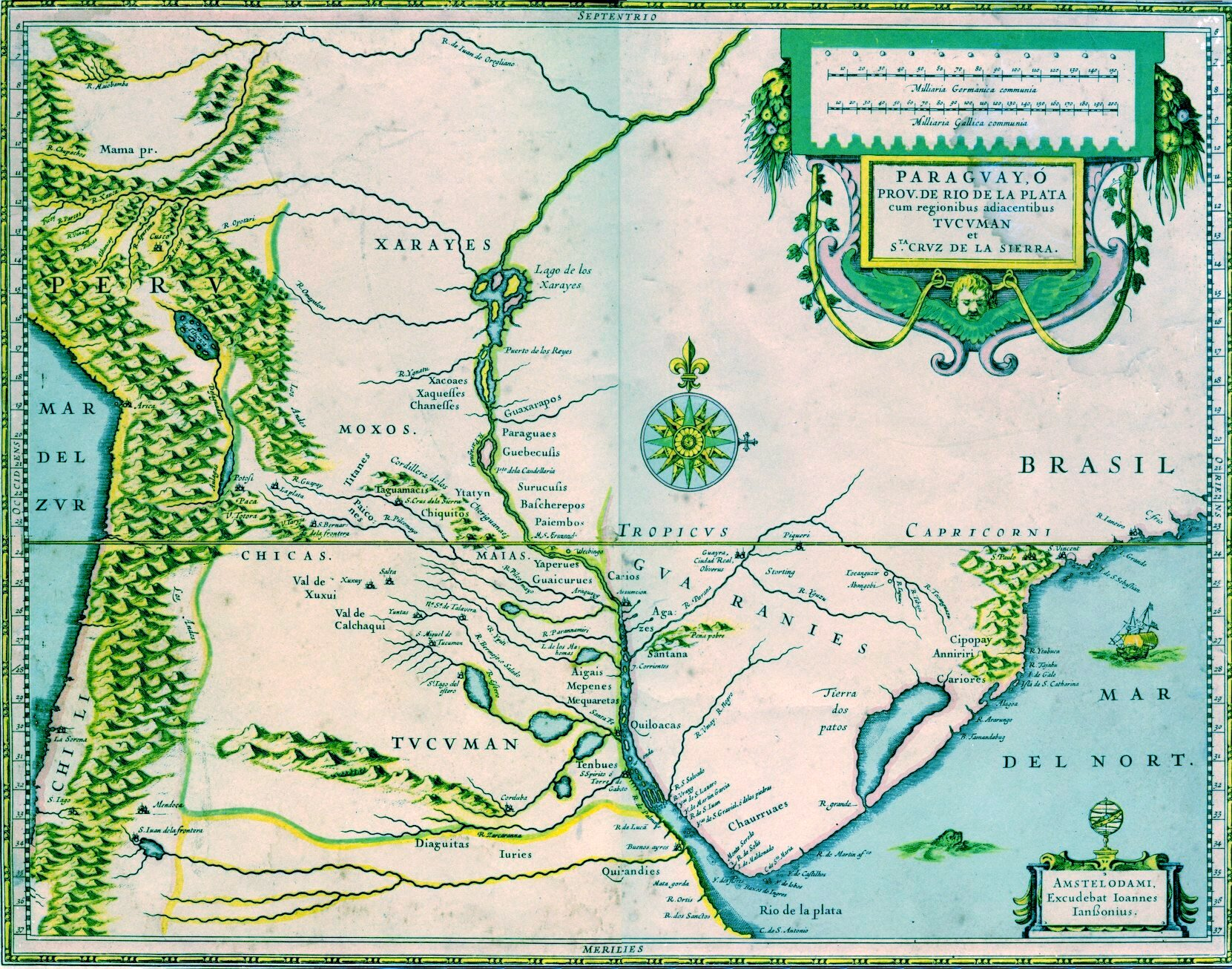
Gobernación del Río de la Plata.

Muchos de éstos europeos retornaron a sus tierras o bien encontraron la muerte. La emigración femenina no representó un fuerte porcentaje entre los primeros grupos de conquistadores hasta finales del siglo XVIII.
El Paraguay estaba considerado un lugar de tránsito hacia el famoso El Dorado, hacia las sierras del Plata. Luego del descubrimiento de Potosí y toda la región de Lima en el Perú, los conquistadores no han encontrado otra alternativa que establecerse en el Paraguay.

La primera riqueza para ellos fue la mano de obra indígena, el país no contaba con yacimientos de oro ni de otro metal precioso. 

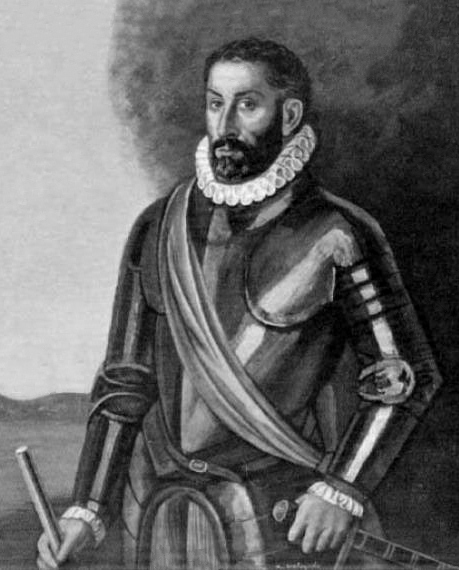
Domingo Martínez de Irala (1509-1566), considerado como el propulsor del mestizaje hispano-guaraní.

Por otra parte, lo que marcará también el Paraguay es su carácter de frontera con la Argentina, Bolivia y Brasil, no poseyendo costa de mar. Fueron los españoles quienes a partir de 1556 se encontraron entre los primeros habitantes y sus descendientes.
Los españoles provenían preferentemente de las regiones de Asturias, Castilla, Andalucía, el País Vasco y Navarra.
Hasta 1776, fecha de creación del Virreinato del Río de la Plata, el Paraguay perteneció al Virreinato del Perú, con su capital Lima. Durante este período el Paraguay fue monolingüístico, es decir se hablaba sólo el idioma Guaraní.
Como resultado de la expedición de Sebastián Gaboto en el Río de la Plata, el emperador Carlos V otorgó permiso a Don Pedro de Mendoza proyectar una expedición al estuario de dicho río.

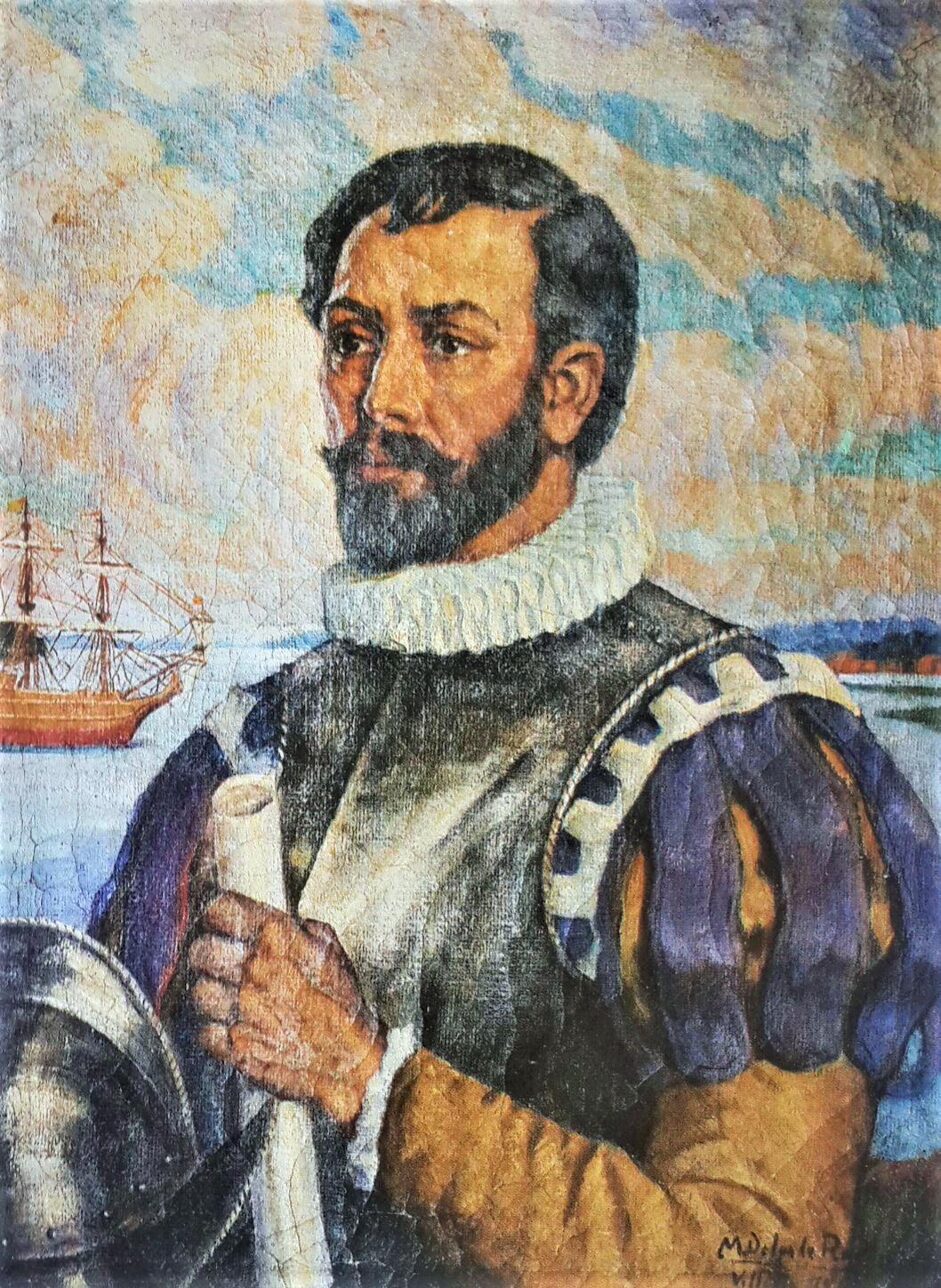
Juan de Salazar y Espinosa (11508-1560).

Estas fueron las primeras incursiones serias de los conquistadores españoles a los territorios de la cuenca del Plata, durante las cuales se establecieron las primeras alianzas (casi siempre asimétricas) entre guaraníes y españoles.
El explorador Juan de Zalazar y Espinoza fundó el fuerte de Nuestra Señora de la Asunción en el día de la Asunción, el 15 de agosto de 1537, en las cercanías del poblado liderado por el tuvichá Lambaré.
Tras la destrucción del primera fuerte de Buenos Aires, gran parte de los europeos procedentes de esta se refugiaron en la casa fuerte que fundó Salazar y Espinosa. Por la alianza entre guaraníes y españoles, los varones españoles llegaron a practicar la poligamia. Por ello en sus inicios Asunción era conocida como "El paraíso de Mahoma". Para intentar evitar la poligamia el gobierno español llegó a enviar a grupos de audaces mujeres como el dirigido por Mencia Calderón.
Los hijos mestizos de españoles fueron llamados "mancebos de la tierra" y fueron considerados españoles con las prerrogativas de tal "casta". El motivo para esto se encuentra en el valor estratégico que en ese momento tenía el territorio del Paraguay.
Pocos años después, la corona española ordenó la repoblación de Buenos Aires con los mancebos nacidos en Asunción y además fundó las ciudades de Santa Cruz de la Sierra, Corrientes, Santa Fe y las luego destruidas de San Francisco de Mbiaza, Ontiveros, Ciudad Real del Guayrá, la primera Villa Rica del Espíritu Santo, Concepción de Buena Esperanza y Santiago de Jerez.

## La gran ola de inmigración española
La guerra de la Triple Alianza supuso para Paraguay que todo su tejido económico, social, político y cultural quedara deshecho aunque sus consecuencias más visibles fueron las concernientes a los habitantes.
Si en 1865 Paraguay contaba con 500 000 habitantes, estos quedaron reducidos en 1870 a la mitad, la mayoría de los cuales eran mujeres, ancianos y niños, que al acabar la contienda se dirigieron a Asunción, único centro urbano en aquel momento y a sus alrededores. Los gobiernos de la posguerra basaron sus políticas de recuperación económica en factores externos como la inmigración y los capitales foráneos, con los que pretendían modernizar la estructura económica del país. La incorporación de población europea fue pensada como la solución para repoblar el país y hacerlo crecer, ya que en los discursos de la época esta era considerada de mayor rendimiento que la nativa. Por todo ello, Paraguay favoreció la llegada de emigrantes europeos con leyes que pretendían promover dicha inmigración.
A medida que avanza el siglo xix, y fundamentalmente a partir de 1870, la emigración española comienza a tener un peso destacado, entre 1880 y 1930 cerca de tres millones y medio de personas emigraron a América y algunos de ellos, lo hicieron con destino a Paraguay. Esta corriente migratoria se enmarca dentro del fenómeno migratorio europeo denominado "emigración en masa" o “aluvión migratorio” que va de 1830 a 1930 y que involucró a más de 50 millones de personas.
La elección de Paraguay como lugar para establecerse no debió ser una decisión casual para los inmigrantes españoles (mayoritariamente catalanes) que arribaron a América en ese período, sino que estaría motivada por el “efecto llamada” o cadena migratoria y se enmarcaría dentro de una estrategia familiar. De hecho, el principal acceso a información sobre el destino lo aportaban familiares y vecinos instalados previamente en Paraguay, asimismo la red que estos proporcionaban favorecía la elección de este destino frente a otros.
La estadística de la Dirección General de Inmigración y Colonización del Paraguay recoge que entre 1882 y 1907, se registraron 12 241 inmigrantes, 1736 de los cuales eran españoles, solo superados en número por italianos y alemanes, 2902 del total, se instalaron en Asunción, 9053 eran varones frente a 3188 mujeres, de los varones, 8101 eran solteros y sus edades estaban comprendidas entre los 12 y los 50 años.
Un informe consular firmado, el 24 de marzo de 1913, indica un total de 6046 españoles (de los que sólo 279 habían pasado por el consulado a notificarlo), 3500 residían en Asunción, que en esos momentos se estima que contaba con número aproximado de 80 000 habitantes, lo que supone que los españoles representaban como mínimo el 4,37%. 
Pero solo el 4,5% de los españoles residentes en Asunción eran miembros de la Sociedad Española de Socorros Mutuos de Asunción del Paraguay en 1913, si bien el gran incremento de socios de la SESMAP se produce entre finales de 1913 y 1920.

## Catalanes

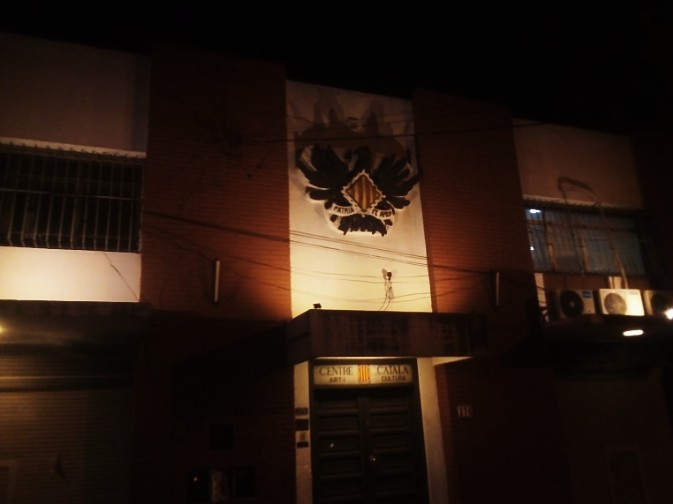
Local del Centre Català d'Assumpció Paraguai.

El Paraguay colonial contó con dos gobernadores catalanes: Jaime San Just (1749-1761). Impulsó el cultivo del tabaco negro torcido que, junto con la yerba mate, constituyó uno de los rubros más importantes de la economía colonial paraguaya; Joaquín de Alós y Brú, (1786-1796), nacido en Barcelona en 1746. Ordenó la fundación del Fuerte de Borbón en 1792 como testimonio de la soberanía hispánica sobre la portuguesa.
En el comercio de la yerba, cuero, maderas y otros productos de exportación paraguaya al Río de la Plata, surgen a fines del siglo XVIII importantes hombres de negocios procedentes de Cataluña, como Jacinto de Vila y Buscas, Bernardino de Toca y Maza, los Ozcariz, Carreras, Doria, Durán, Salvat, Vallet, y otros. Pero la gran masa migratoria catalana al Paraguay se dio a fines del siglo XIX, posterior a la Guerra Grande y se extendió hasta las primeras décadas del siglo pasado.

## Vascos

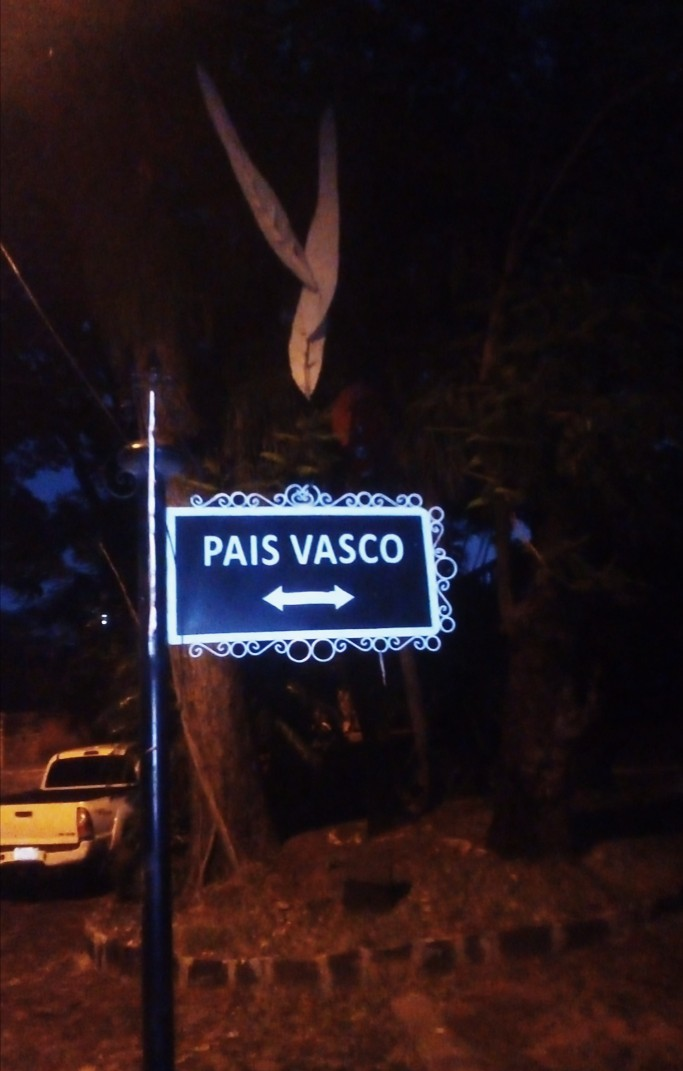
Calle País Vasco del barrio Las Mercedes en Asunción.

La presencia vasca en el Paraguay arranca de los momentos iniciales de la historia paraguaya. Uno de los primeros grandes líderes del descubrimiento, conquista y colonización fue de nacionalidad vasca: don Domingo Martínez de Irala, al igual que varios de sus compañeros de aventuras y avatares.
A lo largo de los siglos, la región rioplatense vio llegar a sus riberas a numerosos miembros de esa colectividad peninsular, que aumentó a raíz de la profunda crisis que venía arrastrando el sector agrario vasco y navarro desde fines del siglo xviii, expresada en la emigración a América y la disponibilidad campesina para movilizarse por la Iglesia y el absolutismo y en contra el liberalismo. 
Sumados a esto, los cambios que acompañaron al proceso de industrialización, a finales del siglo xix y el agotamiento de viejos modelos de la economía rural, dieron lugar a climas de intolerancia política, lo que suscitó la emigración y dio lugar al surgimiento de un fuerte sentido de nacionalismo.

## Personas destacadas
- Andrés Rodríguez Pedotti: expresidente de la República (1989-1993).
- Bruno Pont: periodista deportivo de radio y tv.
- Carlos Casado: empresario.
- Concepción Leyes de Chaves: dramaturga, ensayista y periodista.
- Eduardo Vera: Político, Militar, Héroe de la Guerra Triple Alianza.
- Elizardo Aquino: militar, héroe de la Guerra contra la Triple Alianza.
- Emilio Marín Mister Single: locutor de radio y Dj.
- Federico Ordiñana: dibujante y pintor.
- Fernando Oca del Valle: director teatral. Primer donante de córneas en el país.
- Francisco de Paula Oliva: sacerdote jesuita.
- Francisco Esculies: jurista y ministro.
- Heriberto Herrera: futbolista y director técnico.
- José Antonio Alonso Navarro: Filólogo. Traductor. Escritor.
- José Esculies: científico.
- Josefina Plá: poetisa, dramaturga, ceramista y periodista.
- Juan Jesús Bernabé: periodista deportivo de radio y tv.
- Juan Manuel Marcos: escritor, poeta y ensayista.
- Luis María Ramírez Boettner: abogado y diplomático.
- Mercedes Milleres: pianista y docente.
- Natalia Bruel: artista plástica.
- Nelly Reig de Rodríguez: ex primera dama (1989-1993).
- Oscar Faella Peña: pianista clásico.
- Pedro Alliana: parlamentario.
- Rafael Barret: locutor.
- Verónica Cepede: tenista.
- Victorino Abente y Lago: poeta.

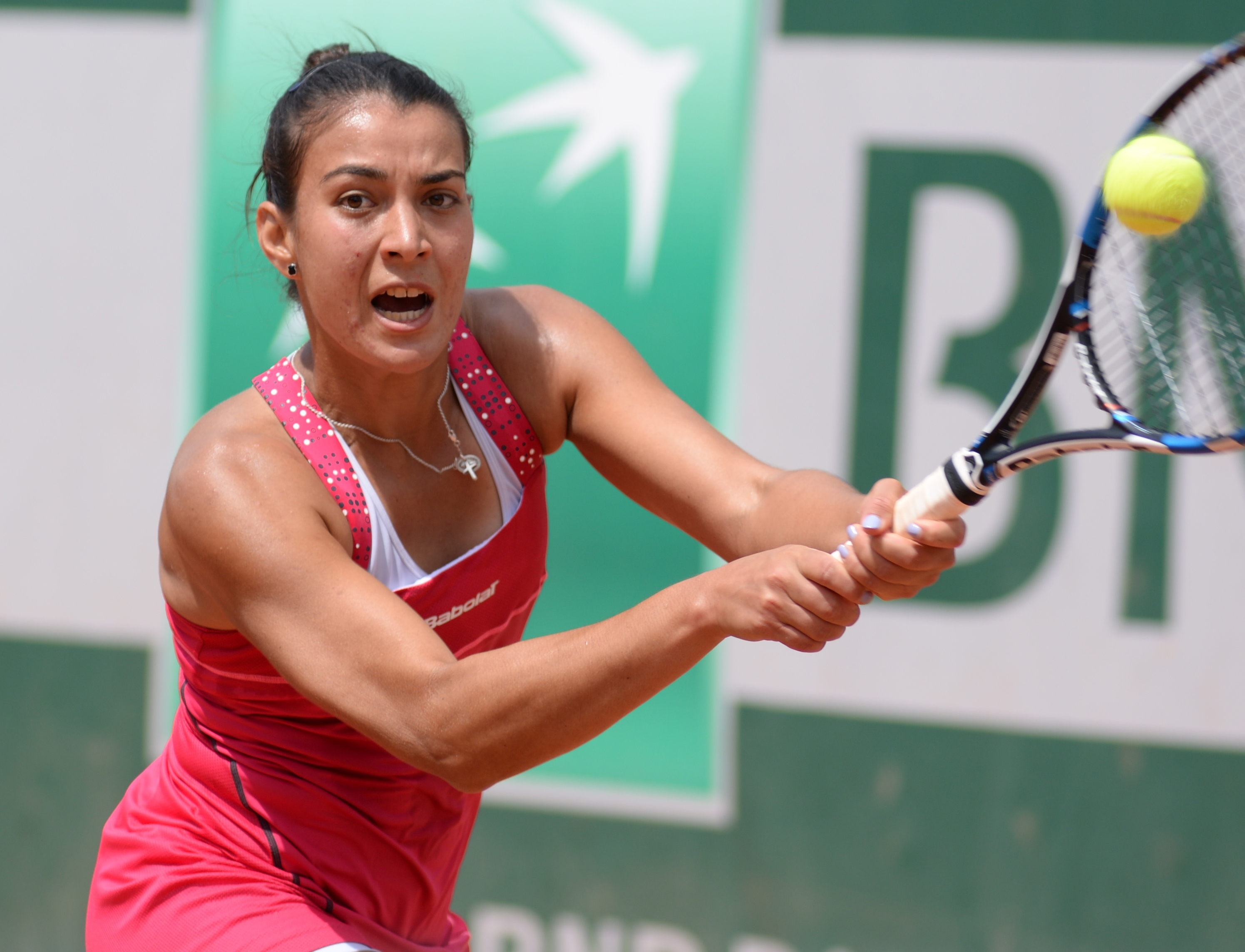
Verónica Cepede Royg (1992).
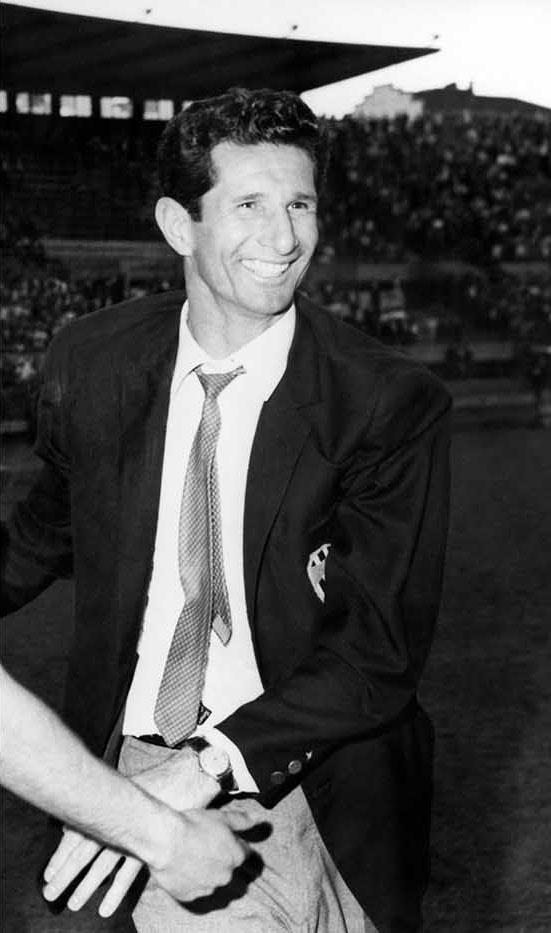
Heriberto Herrera (1926-1996)
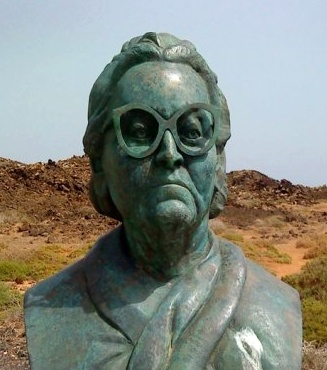
Josefina Pla (1903-1999).
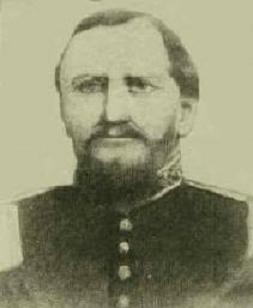
Elizardo Aquino (1824-1866)